# Jean Boizard (numismate)
Pour les articles homonymes, voir Jean Boizard et Boizard.
Ne doit pas être confondu avec Jean-Jacques Boisard ou Jean-Jacques Boissard.
Jean Boisard (ou Boizard) était un savant français, mort vers 1725. Sa date de naissance n'est pas connue.

## Contributions
Boisard est considéré comme l'un des fondateurs, au XVIIe siècle, de la numismatique, l'étude des médailles et des pièces de monnaie. Il fut conseiller à la Cour des monnaies. En 1692, il publie un court Traité des monnaies, de leurs circonstances et dépendances. Dans ce livre, qui a été réédité à plusieurs reprises au cours du premier tiers du XVIIIe siècle, des détails très précis et exacts sont donnés sur l'alliage et sur les secrets de fabrication des pièces de monnaie. Le gouvernement en a interdit la circulation, de peur que cela ne soit utilisé pour effectuer des contrefaçons.

## Publications
- Traité des monoyes, de leurs circonstances et dépendances, 503 p., Paris, Veuve de J. B. Coignard & J. B. Coignard, 1692 — Autres éditions : 1711, 1714, 1723.

## Sources
- Louis-Mayeul Chaudon, Nouveau dictionnaire historique portatif, Ouvrage dans lequel on expose sans flatterie et sans amertume, ce que les écrivains les plus impartiaux ont pensé sur le génie, le caractère et les mœurs des hommes célèbres dans tous les genres. Amsterdam, 1770, tome I
- Ferdinand Hoefer, Nouvelle biographie générale, depuis les temps les plus reculés, jusqu’à nos jours, Paris, Didot, 1862, t. VI
- Nouveau dictionnaire historique, ou histoire abrégée de tous les hommes qui se sont fait un nom par des talens, des vertus, des forfaits, des erreurs, etc. depuis le commencement du monde jusqu’à nos jours, Lyon, 7e édition, 1789, vol. II
- La Grande Encyclopédie, inventaire raisonné des Sciences, des Lettres et des Arts. Paris, 1902, tome VII
- Encyclopédie universelle du XXe siècle, Lettres, Sciences, Arts, Paris, 1908, tome II